# 雍州
雍州（ようしゅう）は、中国にかつて存在した州。現在の陝西省中部から北部・南東部を除く甘粛省・青海省北東部から寧夏回族自治区一帯に設置された。

## 先秦時代
州名は州内の雍山・雍水による。
古代中国の九州のひとつとされ、その範囲は『爾雅』では「河西」、『尚書』では「黒水西河」とする。黄河は陝西省と山西省の境界付近を南から北に流れており、「河西」「西河」は黄河西岸を指す。『周礼』では「正西」すなわち中原から真西側にあたる地域であるとする。

## 漢代
前漢初には雍州の州名は使用されず、この地域は涼州とされた。武帝の時代に雍州が設置されたこともあるが、まもなく廃止された。
後漢末の194年（興平元年）、涼州4郡を分割し雍州が設置された。213年（建安18年）、州名を古制に改めるとし雍州と涼州を統合、雍州とされた。

## 魏晋南北朝時代
220年（黄初元年）、禅譲により成立した魏は旧雍州地域に涼州を設置、旧涼州地域が雍州とされた。また文帝の時期に雍州西部に秦州を設置された。
西晋が成立すると州治は長安に移され、東晋の時代になると太元年間に僑州としての雍州が設置されたが、554年、西魏はその版図内に同名州が存在することとなったため、僑州の方を襄州と改称された。北周が成立すると雍州は国都である長安の所在となり、長官は刺史の上位の州牧が設置され、隋・唐に継承された。
またこれ以前の487年（太和11年）、北魏により雍州西部に岐州を設置された。

## 隋代
605年（大業元年）、隋により宜州及び華州が雍州に統合され8郡26県を管轄した。607年（大業3年）、郡制施行に伴い京兆郡と改称され、下部に22県を管轄した。隋代の行政区分に関しては下表を参照。
| 隋代の行政区画変遷 | 隋代の行政区画変遷                             | 隋代の行政区画変遷          | 隋代の行政区画変遷   | 隋代の行政区画変遷   | 隋代の行政区画変遷 | 隋代の行政区画変遷 | 隋代の行政区画変遷 | 隋代の行政区画変遷 | 隋代の行政区画変遷 | 隋代の行政区画変遷 |
| 区分               | 開皇元年                                       | 開皇元年                    | 開皇元年             | 開皇元年             | 開皇元年           | 開皇元年           | 開皇元年           | 開皇元年           | 区分               | 大業3年 |
| ------------------ | ---------------------------------------------- | --------------------------- | -------------------- | -------------------- | ------------------ | ------------------ | ------------------ | ------------------ | ------------------ | --- |
| 州                 | 雍州                                           | 雍州                        | 雍州                 | 雍州                 | 宜州               | 宜州               | 宜州               | 華州               | 郡                 | 京兆郡 |
| 郡                 | 京兆郡                                         | 馮翊郡                      | 扶風郡               | 咸陽郡               | 通川郡             | 宜君郡             | 雲陽郡             | 華山郡             | 県                 | 大興県 長安県 鄠県 盩厔県 藍田県 新豊県 渭南県 高陸県 櫟陽県 三原県 富平県 始平県 武功県 涇陽県 醴泉県 華原県 宜君県 同官県 雲陽県 鄭県 華陰県 上宜県 |
| 県                 | 万年県 長安県 鄠県 盩厔県 藍田県 新豊県 渭南県 | 高陸県 広陽県 三原県 富平県 | 始平県 武功県 莫西県 | 涇陽県 寧夷県 石安県 | 泥陽県 土門県      | 宜君県 同官県      | 雲陽県             | 鄭県 華陰県 敷西県 | 県                 | 大興県 長安県 鄠県 盩厔県 藍田県 新豊県 渭南県 高陸県 櫟陽県 三原県 富平県 始平県 武功県 涇陽県 醴泉県 華原県 宜君県 同官県 雲陽県 鄭県 華陰県 上宜県 |

## 唐代
618年（武徳元年）、唐により京兆郡は雍州と改められた。713年（開元元年）、雍州は京兆府に昇格し、行政区画名としての雍州の名称は消滅した。

## 日本への影響
唐朝との日本の交流の中、雍州が長安の所在地であることより、日本の京師である山城国の雅称に転用し、そこから「雍尋城州」という異称も派生している。『雍州府志』も山城国の地誌である。